# Ebashi Setsurō
Ebashi Setsurō (japanisch 江橋 節郎; * 31. August 1922 in Tokio; † 17. Juli 2006 in Okazaki) war ein japanischer Physiologe und Pionier auf dem Gebiet der Erforschung der Signalübertragung in lebenden Zellen. Ihm gelang Anfang der 1950er-Jahre u. a. der Nachweis, dass Calcium-Ionen eine wichtige Rolle spielen, wenn Muskelfasern sich kontrahieren – eine Erkenntnis, die seit Jahrzehnten in jedem Lehrbuch der Physiologie erwähnt wird.

## Leben
Ebashi fiel schon als Kind durch seine besondere Begabung auf, da er sowohl in der Grundschule als auch in der Mittelschule eine Klasse übersprang. Später wurde er zur Dai-ichi Oberschule zugelassen, der seinerzeit angesehensten Oberschule Japans. Nach seinem Studium wurde er an der Universität Tokio im Alter von 36 Jahren zum Professor für Pharmakologie berufen.
Zu seinen herausragenden Leistungen zählt, dass er weitgehend im Alleingang nachwies, wie Aktionspotentiale, die auf der Oberfläche von Muskelfasern eintreffen, eine Verkürzung von Proteinfäden bewirken können.
Bereits in den 1940er Jahren hatte Albert Szent-Györgyi die biochemischen Grundlagen der Muskelkontraktion weitgehend geklärt. Jean Hanson und Hugh Huxley hatten danach die Struktur und die Bedeutung der in den Muskeln aktiven Eiweiße Actin und Myosin beschrieben. Unklar geblieben war jedoch, wie es den Nerven gelingt, die Kontraktion der Muskelfasern auszulösen.
Ebashi entdeckte, dass in Abwesenheit von Calcium-Ionen jede Kontraktion ausbleibt, und zwar auch dann, wenn reichlich ATP vorhanden ist. Umgekehrt kann schon dann eine heftige Kontraktion hervorgerufen werden, wenn bloß Spuren von Calcium – ein Mikromolar – zugesetzt werden. Andere Forscher vor ihm hatten die Calcium-Abhängigkeit übersehen, da ihre Experimente offenbar stets geringfügig durch Calcium-Spuren aus Laborgläsern und chemischen Reagenzien kontaminiert waren.
Trotz seiner eindeutigen Befunde wurden Ebashis Studien bis in die frühen 1960er-Jahre hinein keine große Aufmerksamkeit geschenkt. Die meisten Fachkollegen waren noch jahrelang der Auffassung, dass ein ‚einfaches‘ Ion keinesfalls entscheidend sein könne für die Kontrolle der Muskelkontraktion; sie vermuteten vielmehr, dass diese Rolle einem noch unentdeckten, komplexen organischen Molekül zukomme.
Von 1958 bis 1983 war Ebashi als Professor für Pharmakologie an der Universität von Tokyo, von 1959 bis 1983 zudem as Professor für Biophysik an der dortigen School of Science tätig. Als Emeritus wurde er 1985 Generaldirektor des Nationalen Instituts für Physiologie, 1991 Präsident der Nationalen Institute der  Wissenschaft einschließlich dessen für Physiologie in Okazaki.
Ebashi Setsurō erhielt 1968 den Asahi-Preis und wurde 1975 mit dem Kulturorden ausgezeichnet, dem höchsten japanischen Ehrenzeichen für Forscher. Im Jahr 1971 wurde Ebashi zum Mitglied der Gelehrtenakademie Leopoldina gewählt, 1975 in die American Academy of Arts and Sciences. 1979 erhielt er die Croonian Lecture der Royal Society; 1996 wurde er Mitglied der National Academy of Sciences. 1999 wurde ihm der Internationale Preis für Biologie zugesprochen.
Nachdem er im Jahr 2000 einen Schlaganfall erlitten hatte, starb Ebashi 2006 im 84. Lebensjahr. In einem Nachruf der Fachzeitschrift Nature hieß es, Ebashi habe „zu den weltweit angesehensten Wissenschaftlern auf den Gebieten der Physiologie und der Pharmazie“ gehört.

## Belege
1. ↑  Masanori Otsuka: Setsuro Ebashi (1922–2006). In: Proceedings of the Japan Academy, Series B, Physical and Biological Sciences. Band 83, Nr. 6, 2007, S. 179–180, PMC 3855206 (freier Volltext).
2. ↑  Makoto Endo: Setsuro Ebashi (1922–2006). In: Nature. Band 442, 2006, S. 996, doi:10.1038/442996a.

| Personendaten    | Personendaten          |
| ---------------- | ---------------------- |
| NAME             | Ebashi, Setsurō        |
| ALTERNATIVNAMEN  | 江橋 節郎 (japanisch)  |
| KURZBESCHREIBUNG | japanischer Physiologe |
| GEBURTSDATUM     | 31. August 1922        |
| GEBURTSORT       | Tokio                  |
| STERBEDATUM      | 17. Juli 2006          |
| STERBEORT        | Okazaki                |